# Class'Croute
 (février 2013).
Si vous disposez d'ouvrages ou d'articles de référence ou si vous connaissez des sites web de qualité traitant du thème abordé ici, merci de compléter l'article en donnant les références utiles à sa vérifiabilité et en les liant à la section « Notes et références ».
 (mai 2025).
Motif : Insuffisamment de sources secondaires indépendantes du sujet. Le sourçage est en grande partie issu de sites dont la vocation est la communication. Cf WP:CAA
- Archive Wikiwix
- Bing
- Cairn
- DuckDuckGo
- E. Universalis
- Gallica
- Google
- G. Books
- G. News
- G. Scholar
- Persée
- Qwant
- (zh) Baidu
- (ru) Yandex
- (wd) trouver des œuvres sur Wikidata

| 1. | Préciser le motif de la pose du bandeau. | Précisez le motif de la pose du bandeau en utilisant la syntaxe suivante : {{admissibilité à vérifier\|date=mai 2025\|motif=remplacez ce texte par le motif}}                     |
| 2. | Informer les utilisateurs concernés.     | Pensez à avertir le créateur de l'article, par exemple, en insérant le code ci-dessous sur sa page de discussion : {{subst:avertissement admissibilité à vérifier\|Class'Croute}} |

Les restaurants class'croute, créés en 1987, associent restauration sur place, vente à emporter et livraison de sandwichs, plats chauds, salades et une offre traiteur composée de plateaux repas, cocktails et buffets. Elle est particulièrement tournée vers le « business to business » avec des restaurants implantés essentiellement en zones d’activité. 
En 2020, l'enseigne compte 130 restaurants en France, Belgique et au Luxembourg.
Le chiffre d'affaires 2019 est estimé à 70 millions d'euros[source insuffisante].
L'enseigne est gérée par la société Agapor.
En 2018, Class’croute crée une direction RSE[source insuffisante]. Un an plus tard, l’enseigne annonce sa stratégie RSE construite autour de 2 axes : la réduction de l’impact environnemental et l’engagement pour une alimentation responsable.
En décembre 2019, l’enseigne fait l’objet d’un MBO avec French Food Capital[source insuffisante].
En 2020, l’enseigne lance deux nouveaux services : e-cantine[source insuffisante], un service de commande groupée en entreprise, et le frigo connecté[source secondaire nécessaire].